# Kazimierz Czapliński
Kazimierz Czapliński (ur. 16 kwietnia 1926 w Puławach, zm. 8 stycznia 2025 we Wrocławiu) – polski inżynier budownictwa, profesor zwyczajny, prezes zarządu Klubu Inteligencji Katolickiej we Wrocławiu (1966–1984).

## Życiorys
W 1952 ukończył studia na Politechnice Gdańskiej, w latach 1952–1963 pracował we wrocławskim oddziale Państwowego Przedsiębiorstwa Budowy Mostów i Konstrukcji Stalowych „Mostostal”, a od 1957 (początkowo na 1/2 etatu) na Wydziale Budownictwa Politechniki Wrocławskiej, tam w 1967 obronił pracę doktorską, w 1971 mianowany docentem, w 1990 otrzymał tytuł profesora. W latach 1972–1996 kierował Zakładem Projektowania i Realizacji Budowli PWr, w latach 1993–1996 był dziekanem Wydziału Budownictwa. W 1996 przeszedł na emeryturę.
Od 1958 był członkiem wrocławskiego Klubu Inteligencji Katolickiej, w latach 1959–1989 członkiem zarządu, w tym w latach 1966–1984 prezesem KIK. Od 1971 pełnił funkcję konsultora Rady (Komisji) Episkopatu Polski ds. Apostolstwa Świeckich, w latach 1984-1992 był członkiem Komitetu Łącznikowego Europejskiego Forum Krajowych Komisji Laikatu. Należał także do Arcybiskupiej Rady Społecznej i Arcybiskupiego Komitetu Charytatywnego we Wrocławiu (od 1982), był członkiem Społecznego Komitetu Panoramy Racławickiej (od 1980 do przymusowego rozwiązania w 1985), w 1990 został przewodniczącym Stowarzyszenia „Społeczny Komitet Panoramy Racławickiej”. W latach 1990–1993 kierował wrocławskim oddziałem Polskiego Związku Inżynierów i Techników Budownictwa, w latach 1994–1998 był przewodniczącym Krajowej Rady Katolików Świeckich. 
Opublikował: Podstawy metodologii projektowania w budownictwie (1980 – z Juliuszem Mrozowiczem i Waldemarem Musiałem), Realizacja obiektów budowlanych. Podstawy teoretyczne (1983 – z Juliuszem Mrozowiczem), Realizacja obiektów budowlanych. Montaż konstrukcji (1990).
Brat m.in. Ruty Czaplińskiej. Żona Wanda de domo Komarska (lekarz pediatra) zmarła 22 stycznia 2017.

## Odznaczenia i wyróżnienia
- Krzyż Kawalerski Orderu Odrodzenia Polski (1988)[2]
- Medal Komisji Edukacji Narodowej (1993)[2]
- Krzyż Oficerski Orderu Odrodzenia Polski (2011)[12]
- Medal im. prof. Aleksandra Dyżewskiego (1996)[13]
- Złoty Medal „Zasłużony Kulturze Gloria Artis” (2024)[14]